# Philippe de Boisgiloud
Philippe de Boisgiloud, mort le  21 septembre 1418, est un prélat français du XVe siècle.

## Biographie
Philippe de Boisgiloud est licencié en droit, conseiller du roi et chanoine de Chartres. Il est élu évêque de Chartres en 1415.